# 流蘇豆蘭
流蘇豆蘭（学名：Bulbophyllum fimbriperiantium）为蘭科豆蘭屬下的一个种。

## 扩展阅读
- 維基物種上的相關：流蘇豆蘭